# Û
Û, û (U с циркумфлексом) — буква расширенной латиницы, используемая во французском, фриульском, курдском и турецком алфавитах. Эта буква использовалась в ISO 9:1995, системе кириллической транслитерации для буквы Ю, а также в Уэйда — Джайлза (одна из романизационных систем в китайском языке) для апикальной дентальной неокругленной гласной, как в tzû, tz'û, ssû, что соответствует настоящим zi, ci, si в пиньине соответственно.

## Использование

### Африкаанс
В Африкаанс Û является диакритированной формой U. Пример использования: «brûe», множественное число от «brug» (мост).

### Французский
Во французском Û не изменяет произношение буквы U. В некоторых словах она используется для различия между двумя омонимами (такими, как jeune «юный» и jeûne «пост»). В некоторых других словах, таких как mû, циркумфлекс не имеет различительной роли; была сделана попытка отмены циркумфлекса в таких словах.

### Фриульский
Во фриульском языке Û читается как /uː/.

### Курдский
Û используется в латинском курдском алфавите Курманджи для передачи Огубленного гласного среднего ряда верхнего подъёма, /ʉ/.

### Турецкий
Û используется для указания того, что согласный перед «u» палатализован, как в «sükûnet» (тишина), произносится как /sycuːˈnet/.